# Postia septentrionalis
Postia septentrionalis är en svampart som först beskrevs av Vampola, och fick sitt nu gällande namn av Renvall 1992. Postia septentrionalis ingår i släktet Postia och familjen Fomitopsidaceae.   Inga underarter finns listade i Catalogue of Life.